# Edward Kopówka
Edward Kopówka (12 ottobre 1963) è uno scrittore e storico polacco laureato alla Facoltà di Storia dell'Accademia Podlasie di Siedlce, attivista politico e sociale noto per la sua partecipazione attiva nel processo democratico iniziato con la cosiddetta pubblicazione della seconda tiratura di libri delegalizzati sotto il regime comunista.

## Biografia
Dopo l'imposizione della legge marziale nel 1981, Kopówka divenne membro del ramo di Solidarność dell'Unione degli Studenti Indipendenti, il primo sindacato dei lavoratori non comunisti nella storia del Patto di Varsavia. Nel 1985-88 è stato fondatore, caporedattore e direttore di produzione per il Grzegorz Przemyk Publishing, casa editoriale che prende il nome dal giovane poeta polacco assassinato dalla comunista Milicja Obywatelska. Kopówka si è sostenuto finanziariamente lavorando come insegnante di storia nelle scuole elementari di Siedlce e dintorni, e dopo la caduta del comunismo, come impiegato presso l'Ufficio per il controllo finanziario nel 1993-1996. Kopówka ha conseguito il dottorato di ricerca nel 2009. È il curatore senior del museo del campo di sterminio di Treblinka a Treblinka con certificazione del Ministero della Cultura. Nel 2011 è stato insignito della Croce di Cavaliere dell'Ordine della Polonia Restituta, uno dei massimi riconoscimenti della Polonia.

## Scritti
Edward Kopówka è il coautore di due enciclopedie virtuali dei capitoli meno noti della storia della seconda guerra mondiale in Polonia, tra cui Dam im imię na wieki (I will give them an everlasting name, 2011) scritte con Paweł Rytel-Andrianik, il risultato di oltre una dozzina di anni di studi storici al Museo di Treblinka; così come Niemieckie miejsca zagłady w Polsce (The Nazi German Extermination Sites in Poland, 2007) foto-antologia di sei campi di sterminio operanti nella Polonia occupata nel 1941-45 con fotografie rare, scoperte recenti e commenti scientifici.
Il libro su Treblinka rivela, per la prima volta, i nomi di quasi 5 000 individui importanti tra cui oltre 335 Giusti tra le nazioni polacchi dell'area e molte centinaia di soccorritori polacchi di ebrei che vivevano nei villaggi circostanti il campo, rischiando la propria vita per salvare in netto contrasto con alcuni degli aspetti più controversi della letteratura contemporanea sull'argomento. Nella sua prefazione il Prof. Antony Polonsky del USHMM degli Stati Uniti ha osservato che anche se a centinaia di soccorritori che vivevano nei dintorni di Treblinka nel corso dell'operazione Reinhard sono state conferite le medaglie dei Giusti da Yad Vashem, molti altri non sono mai stati riconosciuti come tali fino alla pubblicazione di questo libro.

## Opere
- Edward Kopówka, Memento mori (1985), Wydawnictwo im. Grzegorza Przemyka publishing
- Edward Kopówka, Wędrówki neofity (1988), Wydawnictwo im. Grzegorza Przemyka, PBL 1637
- Edward Kopówka, Plan symbolicznych kamieni (1999), transl. Michael Tregenza, Muzeum Walki i Męczeństwa, ISBN 8390526425
- Edward Kopówka, Bojkownikom o niepodległość cześć! Miejsca pamięci... (2001), PTTK
- Edward Kopówka, Żydzi Siedleccy (2002), OCLC 241487812
- Edward Kopówka, Treblinka nigdy więcej (2002), OCLC 241487812
- Edward Kopówka, Stalag 366 Siedlce (2004), OCLC 241487812
- Edward Kopówka, with P. Tołwiński, Treblinka: kamienie milczą - ja pamiętam (2007), Muzeum Regionalne w Siedlcach, ISBN 8388761080
- Edward Kopówka, Żydzi w Siedlcach 1850-1945 (2009), OCLC 241487812
- Edward Kopówka, with P. Rytel-Andrianik, Dam im imię na wieki (I will give them an everlasting name. Isaiah 56:5) Drohiczyńskie Towarzystwo Naukowe [The Drohiczyn Scientific Society] 2011, ISBN 978-83-7257-496-1, "with list of Catholic rescuers of Jews along deportation route to Treblinka, selected testimonies, bibliography, alphabetical indexes, photographs, English language summaries by Holocaust scholars, and forewords including one by Prof. Antony Polonsky."
- Edward Kopówka, with J. Lachendro, J. Kiełboń, R. Kuwałek, M. Bem, Ł. Pawlicka-Nowak, Niemieckie miejsca zagłady w Polsce